# Phyllagathis gymnantha
Phyllagathis gymnantha är en tvåhjärtbladig växtart som beskrevs av Pieter Willem Korthals. Phyllagathis gymnantha ingår i släktet Phyllagathis och familjen Melastomataceae. Inga underarter finns listade i Catalogue of Life.